# Kütahya (település)
Kütahya város Nyugat-Anatóliában, az azonos nevű tartomány székhelye, Kütahya körzet központja. A görögök Kotiaionnak nevezték. A római korban Cotyaeum volt a neve. 1850 és 1851 között itt élt Kossuth Lajos és számos emigránstársa (ekkoriban magyarul Kiutahiának nevezték). A körzet lakossága 2008-ban 226 931 fő volt, a városé 202 118 fő.

## Kütahya fekvése
Kütahya 930 méterrel fekszik a tengerszint felett, a Porsuk folyó partján. Egyre iparosodó mezőgazdasági vidék központja.

## Kütahya múltja és jelene
Ötezer évvel ezelőtt Cotys istennő városaként alapítják. Bírták a görögök, a rómaiak és a bizánciak is, a szeldzsukok 1071-ben, az oszmán-törökök 1428-ban foglalják el. Legfőbb termesztett növényei a gabonafélék és a cukorrépa. Ipari termelésének legismertebb terméke a kerámia és a porcelán. Kütahya manapság rohamosan fejlődik: a közelmúltban nyílt Dumlupınar Egyetemre már 15 000 hallgató jár.

## Kütahya nevezetességei
Kütahya belvárosa fölött az a régi fellegvár őrködik, mely Evlija Cselebi szerint börtönként funkcionált. A belvárosban találjuk a Kerámia Múzeumot, a Nagy mecsetet (törökül: Ulu Camii) és a Kossuth házat. A belvárostól kicsit távolabb a Kerámiás mecsetet.

## Kütahya magyar vonatkozásai
Kütahya és Magyarország közötti legismertebb kapocs Kossuth Lajos, aki 1850. július 4. és 1851. május 8. között élt a városban, miután Sumenben (törökösen Şumla, ma Bulgária) tartózkodott egy ideig. Kütahyában adta ki rendeletét Asbóth Sándor alezredeshez, hogy a magyar emigráció tagjait érintő török hatósági rendelkezésekről őt azonnal tájékoztassák s azok végrehajtásában kizárólag az ő utasításait kövessék. 
A Kossuth Lajos Emlékházat 1982-ben adták át, s 2006-ban újították fel. Kétszintes, hét kiállítási szobából áll. Udvarán áll Kossuth szobra, az utcai homlokzatán pedig egy emléktáblát helyeztek el két nyelven a következő szöveggel: „Kossuth Lajos az 1848-1849-es szabadságharc és a független Magyarország lánglelkű vezére a török nemzet vendégszeretetéből 1850-től 1851-ig e házban lakott. Az emléktáblát 1952-ben, Kossuth Lajos születése 150. évfordulóján a Magyar Népköztársaság helyezte el.”
Kütahya Pécs testvérvárosa. Előző polgármestere, Mustafa İça, a közelmúltban hivatalos látogatáson hazánkban járt.

## Itt születtek, itt éltek
- Komitasz - születési nevén Soghomon Soghomonian, örmény nyelven: Կոմիտաս; (Törökország, Kütahya, 1869. október 8 - Franciaország, Párizs, 1935. október 22.) - örmény pap, zenész, zeneszerző, hangszerelő, énekes és kórusmester, aki az örmény nemzeti zeneiskola alapítójának tekinthető és elismerten az etnomusikológia egyik úttörője.